# Gare de Combourg
Gare de Combourg – przystanek kolejowy w Combourg, w departamencie Ille-et-Vilaine, w regionie Bretania, we Francji. Jest zarządzany przez SNCF (budynek dworca) i przez RFF (infrastruktura). 
Przystanek jest obsługiwany przez pociągi TER Bretagne. 

## Położenie
Znajduje się na linii Rennes – Saint-Malo, w km 415,179, na wysokości 66 m n.p.m., pomiędzy stacjami Dingé i Bonnemain.

## Linie kolejowe
- Rennes – Saint-Malo